# 王滨 (解放军)
王濱，男，中共黨員，中國人民解放军海军少將军衔。

## 生平
歷任北海舰队副参谋长、海军司令部军务部部长、福建省軍區司令員、中央军委国防动员部副部长等职务 。